# Anogramma leptophylla
Anogramma leptophylla is een varen uit de lintvarenfamilie (Pteridaceae). Het is een wereldwijd verspreide soort van silicaatrijke bodems, die ook in Europa voorkomt.
Anogramma leptophylla onderscheidt zich door zijn levenscyclus, waarbij de sporofyt (de volwassen varen) verschijnt in de winter en weer verdwijnt in mei, en enkel de overblijvende gametofyt (of voorkiem) overleeft.

## Naamgeving enetymologie
- Synoniemen: Adenogramme leptophylla (L.) Engl., Gymnogramma leptophylla (L.) Desv., Grammitis leptophylla (L.) Sw., Hemionitis leptophylla (L.) Lag., Polypodium leptophyllum L.

De soortaanduiding leptophylla is afgeleid van het Oudgriekse λεπτός, leptos (dun, fijn) en φύλλον, phullon (blad), en slaat op de fijne bladslipjes van deze varen.

## Kenmerken
Anogramma leptophylla is een terrestrische varen met korte, weinig geschubde rizomen en in dichte bundels geplaatste, tot 15 cm lange bladen. De bladsteel is ongeveer zo lang als de bladschijf, slank, strogeel tot roodbruin, glimmend en volkomen glad op enkele haren aan de basis na. Hij omvat één vaatbundel.
De bladen lijken wat op die van peterselie. Ze zijn geelgroen, glad, dun en fragiel, ovaal tot lang driehoekig van vorm. Ze zijn meestal complex geveerd tot driemaal geveerd, de bladslipjes soms nogmaals diep veerlobbig, veerdelig of veerspletig. Ze zijn dimorf: de binnenste, fertiele bladen zijn tot 15 cm lang, de buitenste, steriele meestal korter, minder gedeeld en met bredere bladslipjes. De bladrand is niet naar onder omgekruld zoals bij de meeste lintvarens.
De sporendoosjes liggen open en bloot in lijnvormige sporangiënhoopjes langs de bladnerven aan de onderzijde van de blaadjes. Er is geen dekvliesje.

## Levenscyclus
Anogramma leptophylla deelt de voor een varen ongewone levenscyclus van andere Anogramma-soorten. De sporofyt, die de bladen draagt, verschijnt in november-december, en sterft in mei, na het vrijkomen van de sporen, af. Het prothallium ontstaat uit de sporen en is overblijvend en ontwikkelt elk jaar opnieuw nieuwe bladen.

## Habitat
Anogramma leptophylla komt voor op vochtige, bemoste silicaatrijke, rotsige bodems, op halfbeschaduwde plaatsen, zoals in rotsspleten, op kliffen en rotsige rivieroevers. Anogramma leptophylla komt vooral voor in laag- en middelgebergtes tot 1000 m hoogte.

## Verspreiding en voorkomen
Anogramma leptophylla is wereldwijd verspreid. De soort komt voor in het Middellands Zeegebied, (Spanje, Frankrijk, Italië, Griekenland en het Midden-Oosten), Afrika, Madeira en de Canarische Eilanden, India, Midden- en Zuid-Amerika (Mexico, Guatemala, Honduras, Costa Rica en Venezuela), Australië en Tasmanië.
Er zijn ook enkele vindplaatsen op de Kanaaleilanden Jersey en Guernsey en langs de Franse Atlantische kust bekend. Desondanks is de soort op de meeste plaatsen slechts lokaal en meestal zeldzaam voorkomend.

## Verwante en gelijkende soorten
Anogramma leptophylla heeft in Europa geen nauwe verwanten.
Verwarring met andere varens is nauwelijks mogelijk. Enkel de gekroesde rolvaren (Cryptogramma crispa) vertoont enige gelijkenis en komt in soortgelijke (maar meestal drogere) biotopen voor, maar is groter, minder complex gedeeld, en vertoont niet de levenscyclus van Anogramma.